# عمرو بن محمد العمركي
عمرو بن محمد العَمَرْكي (توفي 180 هـ / 796 م) زعيم طائفة «المحمِّرة» بجرجان، واتهم في زمانه بالزندقة.
بعث الرشيد العباسي يأمر بقتله، فقتل بمدينة مرو. و «المحمِّرة» طائفة من البابكية الخرمية، قيل لهم ذلك لأنهم لبسوا الحمرة أيام بابك الخرَّمي وفيهم يقول البحتري: «سُلبوا، وأشرقت الدماء عليهم محرمة، فكأنهم لم يلبسوا» يعني أن لباسهم كان أحمر، فلما سُلبوه بقيت عليهم حمرة الدماء، فكأنهم لم يُسلبوا.